# Stora Ekevattnet
Stora Ekevattnet är en sjö i Färgelanda kommun och Munkedals kommun i Bohuslän och ingår i Örekilsälvens huvudavrinningsområde. Sjön är 10,5 meter djup, har en yta på 0,214 kvadratkilometer och befinner sig 135,9 meter över havet. Vid provfiske har abborre och mört fångats i sjön.

## Delavrinningsområde
Stora Ekevattnet ingår i det delavrinningsområde (650545-126601) som SMHI kallar för Mynnar i Hajumsälven. Medelhöjden är 122 meter över havet och ytan är 55,89 kvadratkilometer. Det finns inga avrinningsområden uppströms utan avrinningsområdet är högsta punkten. Brattöälven som avvattnar avrinningsområdet har biflödesordning 3, vilket innebär att vattnet flödar genom totalt 3 vattendrag innan det når havet efter 35 kilometer. Avrinningsområdet består mestadels av skog (67 %), öppen mark (11 %) och jordbruk (17 %). Avrinningsområdet har 0,96 kvadratkilometer vattenytor vilket ger det en sjöprocent på 1,7 %.